# Tibeti buddhista kánon
A tibeti buddhista kánon szent szövegek egy lazán meghatározott listáját jelenti, amelyet a tibeti buddhizmus legkülönbözőbb iskolái is elfogadnak. A kora buddhista szútrajána szövegek (főleg szarvásztiváda) és mahájána források mellett a tibeti buddhista kánonba tartoznak még a tantrikus szövegek. A tibeti kánont legutoljára Buton Rincsen Drub (1290–1364) alakította át a 14. században.
A tibetieknek nem volt formálisan elrendezett kánonuk, mint a mahájána, ezért megalkották sajátjukat, amely a szövegeket két laza kategóriába rendezte:
- A Kandzsúr („lefordított szavak”)[2] azokat a szövegeket foglalja magában, amelyek Buddha szavait tartalmazzák. Minden szövegnek feltehetően létezik egy szanszkrit fordítása, azonban sok esetben a tibeti szöveget kínairól vagy más nyelvről fordították.
- A Tandzsúr ("lefordított tanulmányok"), magyarázó szövegek - mahájána és nem-mahájána egyaránt. A Tandzsúr 3626 szöveget tartalmaz 254  könyvben.[3]

## Kandzsúr
Azt nem tudni, hogy mikor használták először a Kangyúr elnevezést. Kánoni buddhista szöveggyűjtemények már léteztek a hatodik tibeti király Triszong Decen idejében is.  A nem csupán egy kiadást megélt Buddha tanítások ezen gyűjteményét a 7. és a 9. század között gyűjtötték össze. Legősibb forrásának a régi „narnthangi” kiadást tekintik. A régi tibeti nemesi családok jóvoltából jelenhetett meg 10 különböző kiadás, mivel akkoriban ezt nagy érdemnek tartották. Emellett szintén nagyjából 10 modern, nyomtatott kiadása ismert a Kandzsúr (pl. a Derge, Lhásza, Narthang, Kone, Peking, Urga, Phudrak és Sztog palota verziói).
A szöveggyűjtemény jórészt szanszkritból való fordításokból áll, néhány kínaiból és más belső ázsiai nyelvből származó szöveg kivételével. A Kandzsúr különböző kiadásaiban összesen 1169 szútra található 70 000 speciális tibeti méretű oldalon, ám ennyit egyik kiadás sem tartalmaz önmagában.
A Kandzsúrt különböző fejezetekre osztották: Vinaja, Bölcsesség szútrák tökéletessége, Avatamszaka, Ratnakuta és egyéb szútrák (75% mahájána, 25% nikája / ágama vagy Hínajána) és tantrák.

## Tandzsúr
A Tandzsúr (tib.: bsTan-'gyur) megszerkesztése a zsalui kolostor skolasztikus tudósának, Putönnek (1290-1364) nevéhez fűződik.